# Melinda pavida
Melinda pavida är en tvåvingeart som först beskrevs av Robineau-desvoidy 1863.  Melinda pavida ingår i släktet Melinda och familjen spyflugor.
Artens utbredningsområde är Frankrike. Inga underarter finns listade i Catalogue of Life.